# EuroVelo

EuroVelo, mreža europskih biciklističkih staza, projekt je Europske biciklističke federacije za razvoj 12 dugih biciklističkih staza koje presijecaju čitav europski kontinent. Ukupna duljina ovih staza iznosi preko 60 000 km od kojih je 20 000 km već izgrađeno.
EuroVelo staze su svojom duljinom i koncepcijom slične različitim Greenway projektima poput East Coast Greenwayja u Sjedinjenim Državama i Trans-Canada Trailu.
EuroVelo staze namijenjene su biciklisitičkom turizmu diljem kontinenta, iako se često koriste i lokalno. Staze su napravljene od postojećih biciklističkih putova i cesta zajedno s predloženim i planiranim biciklističkim stazama potrebnima da se sve međusobno povežu. Sve su staze nedovršene ali su ipak u različitim fazama izgradnje. 
Iako ih trenutno ne financira Europska unija, EuroVelo se nada da će dobiti podršku EU-a u budućnosti.

## EuroVelo staze ukratko

### Staze u smjeru sjever - jug
EV 1 - Atlantskoobalna staza: Nordkapp - Sagres 8186 km
EV 3 - Hodočasnička staza: Trondheim - Santiago de Compostela 5122 km
EV 5 - Via Romea Francigena: London - Rim i Brindisi 3900 km
EV 7 - Srednjoeuropska staza: Nordkapp - Malta 6000 km
EV 9 - Baltičko more - Jadransko more (Jantarna staza): Gdańsk - Pula 1930 km
EV 11 - Istočnoeuropska staza: Nordkapp - Atena 5964 km

### Staze u smjeru zapad - istok
EV 2 - Staza prijestolnica: Galway - Moskva 5500 km
EV 4 - Roscoff - Kijev 4000 km
EV 6 - Atlantski ocean - Crno more (Staza rijeka): Nantes - Constanţa 3653 km
EV 8 - Mediteranska staza: Cádiz - Atena 5388 km

### Kružne staze
EV 10 - Baltičkomorska kružna staza (Hansina kružna staza): 7930 km
EV 12 - Sjevernomorska kružna staza: 5932 km
Ukupna mreža: 63,505 km

## EuroVelovi ciljevi i administracija
EuroVelov cilj je potaknuti ljude na korištenje bicikla umjesto automobila tijekom svojih putovanja. Iako će neki doživjeti ogromno iskustvo vožnjom bicikla duž kontinenta, većina putovanja na EuroVelu bit će lokalnog karaktera – do škole, posla, trgovine ili za odmor. Svako putovanje na EuroVelovoj stazi bit će uzbudljivije i očaravajuće, jer će korisnik znati da je mogao/la nastaviti vožnju do Moskve, Atene ili Santiaga de Compostela.
Razvoj EuroVelovih staza provode nacionalne, regionalne i lokalne vlasti i nevladine organizacije u svim europskim zemljama. Međunarodni status staza odabranih da tvore dio EuroVela pomaže u sakupljanju sredstava i političke potpore za izgradnju staza. Samo staze koje je odabrao EuroVelov koordinator za staze imaju pravo nazivati se EuroVelo. To je važna oznaka kvalitete jednako za bicikliste kao i za promicatelje staza.

## Glavne točke EuroVelovih staza
| Broj staze | Ime staze                                          | gradovi kroz koje prolazi | države kroz koje prolazi                                                                                     | duljina (km) |
| ---------- | -------------------------------------------------- | --- | --- | ------------ |
| EV1        | Atlantskoobalna staza                              | Nordkapp (EV7, EV11) - Norveška obala - Trondheim (EV3) - Bergen (EV12) - Aberdeen (EV12) - Inverness (EV12 ) - Glasgow - Stranraer - Belfast - Galway (EV2) - Cork - Rosslare - Fishguard - Bristol (EV2) - Plymouth - Roscoff (EV4) - Nantes (EV6) - La Rochelle - Burgos (EV3) - Salamanca - Sagres                          | Norveška, Ujedinjeno Kraljevstvo, Irska, Francuska, Španjolska, Portugal                                     | 8186         |
| EV2        | Staza prijestolnica                                | Galway (EV1) - Dublin - Holyhead - Bristol (EV1) - London (EV5) - Harwich - Rotterdam - Den Haag - Münster (EV3) - Berlin (EV7) - Poznań (EV9) - Varšava (EV11) - Minsk - Moskva | Irska, Ujedinjeno Kraljevstvo, Nizozemska, Njemačka, Poljska, Bjelorusija, Rusija                            | 5500         |
| EV3        | Hodočasnička staza                                 | Santiago de Compostela - León - Burgos (EV1) - Bordeaux - Tours (EV6) - Orleans (EV6) - Pariz - Namur (EV5) - Aachen (EV4) - Münster (EV2) - Hamburg (EV12) - Odense (EV10) - Viborg - Frederikshavn (EV12) - Göteborg (EV12) - Oslo - Roros - Trondheim (EV1)                                                                  | Španjolska, Francuska, Belgija, Njemačka, Danska, Švedska, Norveška                                          | 5122         |
| EV4        | Roscoff-Kyiv                                       | Roscoff (EV1) - Francuska atlantska obala - Le Havre - Calais (EV5) - Middelburg - Aachen (EV3) - Bonn - Frankfurt - Prag (EV7) - Brno (EV9) - Kraków (EV11) - L'viv - Kyiv | Francuska, Belgija, Njemačka, Češka, Poljska, Ukrajina                                                       | 4000         |
| EV5        | Via Romea Francigena                               | London (EV2) - Canterbury - Calais (EV4) - Bruxelles - Namur (EV3) - Luxembourg - Strasbourg - Basel (EV6) - Luzern - Milano - Piacenza (EV8) - Parma - Firenca (EV7) - Siena - Rim (EV7) - Brindisi | Ujedinjeno Kraljevstvo, Francuska, Belgija, Luksemburg, Švicarska, Italija                                   | 3900         |
| EV6        | Atlantski ocean - Crno more (Staza rijeka)         | Nantes (EV1) - Tours (EV3) - Orleans (EV3) - Nevers - Chalon-sur-Saône - Basel (EV5) - Passau - Jivice (EV7) - Linz - Beč (EV9) - Bratislava - Budimpešta - Beograd (EV11) - Bukurešt - Constanţa | Francuska, Švicarska, Njemačka, Austrija, Slovačka, Mađarska, Srbija, Rumunjska                              | 3653         |
| EV7        | Srednjoeuropska staza                              | Nordkapp (EV1, EV11) - Haparanda (EV10) - Sundsvall (EV10) - središnja Švedska - Kopenhagen (EV10) - Gedser - Rostock (EV10) - Berlin (EV2) - Prag (EV4) - Jivice (EV6) - Salzburg - Mantova (EV8) - Bologna - Firenca (EV5) - Rim (EV5) - Napulj - Sirakuza - Malta                                                            | Norveška, Švedska, Danska, Njemačka, Češka, Austrija, Italija, Malta                                         | 6000         |
| EV8        | Mediteranska staza                                 | Cadiz - Málaga - Almeria - Valencia - Barcelona - Monako - Piacenza (EV5) - Mantova (EV7) - Ferrara - Venecija - Trst (EV9) - Rijeka - Split - Dubrovnik - Tirana - Patras - Atena (EV11) | Španjolska, Francuska, Monako, Italija, Slovenija, Hrvatska, Bosna i Hercegovina, Crna Gora, Albanija, Grčka | 5388         |
| EV9        | Baltičko more - Jadransko more (Jantarna staza)    | Gdańsk (EV10) - Poznań (EV2) - Wrocław - Olomouc - Brno (EV4) - Reinthal - Beč (EV6) - Maribor - Ljubljana - Trst (EV8) - Pula | Poljska, Češka, Austrija, Slovenija, Italija, Hrvatska                                                       | 1930         |
| EV10       | Baltičkomorska kružna staza (Hansina kružna staza) | Sankt-Peterburg - Helsinki (EV11) - Vaasa - Oulu - Haparanda (EV7) - Sundsvall (EV7) - Stockholm - Ystad - Malmö - Kopenhagen (EV7) - Odense (EV3) - Rostock (EV7) - Gdańsk (EV9) - Kaliningrad - Klaipėda - Riga - Tallinn (EV11) - Sankt-Peterburg                                                                            | Rusija, Finska, Švedska, Danska, Njemačka, Poljska, Litva, Latvija, Estonija                                 | 7930         |
| EV11       | Istočnoeuropska staza                              | Nordkapp (EV1, EV7) - Finska jezera - Helsinki (EV10) - Tallinn (EV10) - Tartu - Vilnius - Varšava (EV2) - Kraków (EV4) - Košice - Beograd (EV6) - Skopje - Solun - Atena (EV8) | Norveška, Finska, Estonija, Latvija, Litva, Poljska, Slovačka, Mađarska, Srbija, Makedonija, Grčka           | 5964         |
| EV12       | Sjevernomorska kružna staza                        | Bergen (EV1) - Stavanger - Kristiansand - Göteburg (EV3) - Varberg - Grenaa - Frederikshaven (EV3) - Hirtshals - Esbjerg - Hamburg (EV3) - Den Haag (EV2) - Rotterdam - Harwich (EV2) - Kingston upon Hull - Newcastle - Edinburgh - Aberdeen (EV1) - Inverness (EV1) - Thurso - otočje Orkney - otočje Shetland - Bergen (EV1) | Norveška, Švedska, Danska, Njemačka, Nizozemska, Ujedinjeno Kraljevstvo                                      | 5932         |

## Komentari o stazama, daljnje informacije i linkovi

### EuroVelo 2
Između Haaga i njemačko-poljske granice EV 2 slijedi stazu "Euro-staze R1", međunarodne biciklističke staze koja povezuje Boulogne-sur-Mer sa Sankt-Peterburgom.
- Euro-staza R1

### EuroVelo 3
EuroVelo 3 se naziva Hodočasničkom stazom. Polazi iz Trondheima u Norveškoj a završava u Santiagu de Compostela u Španjolskoj. Staza slijedi tragove starih cesta koje su se koristile za glavna hodočašća u srednjem vijeku. Staza prolazi kroz sedam zemalja. Norvešku, Švedsku, Dansku, Njemačku, Belgiju, Francusku i Španjolsku. Većina ovih zemalja razvila je mrežu biciklističkih staza koje se koriste kao dio EV3.
- Frie Fugle  Arhivirana inačica izvorne stranice od 30. travnja 2008. (Wayback Machine)

### EuroVelo 5
EuroVelo 5 staza je također hodočasnička staza iako nije korištena u tolikoj mjeri kao staza za Santiago (EV3). Naziva se Via Francigena, a prvi put je spominje nadbiskup Sigeric u 10. Stoljeću. Nedavno su joj dodijeljena sredstva EU-a da ponovo uspostavi hostelsku organizaciju i poboljša stazu. U nekoliko zemalja i na nekoliko karata staza postoje aktivne grupe pristaša, pa nacionalni organizatori mogu u opatijama i katedralama duž puta davati pečate na putovnici u stilu Santiaga. Staza ide od Londona do Brindisija kroz Rim i preko prijevoja sv. Bernarda u Švicarskoj.

### EuroVelo 6
EuroVelo 6 ne naziva se stazom rijeka bez razloga. Polazi iz Nantesa na ušću Loire, duž rijeke na istok kroz Francusku. Nastavlja do jezera Constance u Švicarskoj i onda cijelim putem niz Dunav kroz Njemačku, Austriju, Slovačku, Mađarsku, Srbiju, Bugarsku i Rumunjsku sve do delte Dunava (UNESCO-ove baštine pod zaštitom), a završava u Constanţi na Crnom moru. EV6 uključuje i popularni Donauradweg, odnosno biciklistički put duž rijeke Dunav koji se prostire od Passaua u Njemačkoj kroz Austriju do Beča i nastavlja do Bratislave u Slovačkoj.
- EuroVelo 6, na njemačkom, francuskom i engleskom

### EuroVelo 9
EuroVelo 9 ili Jantarna staza ide od Gdańsk na Baltičkom moru u Poljskoj kroz Češku i Austriju do Slovenije, te konačno završava u Puli na Jadranskom moru u Hrvatskoj.
- Radeln im Weinviertel
- Radrouten Niederösterreich - EuroVelo 9

### EuroVelo 12
EuroVelo 12 ili Sjevernomorska biciklistička staza bila je prva velika europska staza koja je otvorena u lipnju 2001. 6000 km, a prolazi kroz Englesku, Škotsku, Norvešku, Švedsku, Dansku, Njemačku, Nizozemsku i (nedavno) Belgiju. Nalazi se u Guinnessovoj knjizi rekorda kao najduža neprekinuta biciklistička staza s putokazima. Druga faza financiranja Europske unije kroz Interreg inicijativu dovršena je u prosincu 2006.

## Vanjske poveznice
- EuroVelo — Mreža europskih biciklističkih staza
- ECF Europska biciklistička federacija